# Monaco au Concours Eurovision de la chanson 1973
Monaco a participé au Concours Eurovision de la chanson 1973 le 7 avril à Luxembourg. C'est la 15e participation monégasque au Concours Eurovision de la chanson.
Le pays est représenté par la chanteuse Marie et la chanson Un train qui part, sélectionnées en interne par Télé Monte-Carlo.

## Sélection
Le radiodiffuseur monégasque, Télé Monte-Carlo (TMC), choisit l'artiste et la chanson en interne pour représenter Monaco au Concours Eurovision de la chanson 1973.
Lors de cette sélection, c'est la chanson Un train qui part, interprétée par la chanteuse français Marie-France Dufour sous son nom de scène Marie, qui fut choisie, avec Jean-Claude Vannier comme chef d'orchestre.
| Ordre | Artiste | Chanson           | Langue   |
| ----- | ------- | ----------------- | -------- |
| 1     | Marie   | Un train qui part | Français |

## À l'Eurovision
Chaque pays a un jury de deux personnes. Chaque juré attribue entre 1 et 5 points à chaque chanson.

### Points attribués par Monaco
| 9 points | Espagne                                                   |
| 8 points | Royaume-Uni                                               |
| 7 points | Israël Luxembourg Norvège                                 |
| 6 points | Belgique Irlande                                          |
| 5 points | Allemagne Finlande France Italie Suède Suisse Yougoslavie |
| 4 points | Pays-Bas Portugal                                         |

### Points attribués à Monaco
| 10 points                    | 9 points                     | 8 points             | 7 points   | 6 points                                    |
| ---------------------------- | ---------------------------- | -------------------- | ---------- | ------------------------------------------- |
|                              | - Royaume-Uni - Yougoslavie  | - Italie             |            | - Espagne - Finlande - Irlande - Luxembourg |
| 5 points                     | 4 points                     | 3 points             | 2 points   |                                             |
| - France - Suisse - Pays-Bas | - Allemagne - Israël - Suède | - Belgique - Norvège | - Portugal |                                             |

Marie interprète Un train qui part en 6e position, suivant la Norvège et précédant l'Espagne.
Au terme du vote final, Monaco termine 8e — à égalité avec l'Allemagne — sur les 17 pays participants, ayant reçu 85 points au total de la part de seize pays différents,.